# Museo Nacional del Palacio Real
Museo Nacional del Palacio Real (en italiano Museo nazionale di palazzo Reale) de Pisa se encuentra en el Lungarno Pacinotti Antonio 46.
El proyecto incorpora domus y las torres que datan del siglo XI o XII.
A la izquierda se puede ver el edificio en un callejón en el arco de medio punto de un edificio medieval, ahora reducido a causa de la sedimentación debido a una sala de exposiciones. Desde el interior del patio se puede ver una antigua torre con dos ventanas. En la planta baja del patio se pueden ver los restos de un pórtico con dos columnas con capiteles decorados, en parte dañada.
La corte de los Medici se reunió allí, especialmente en invierno y eran sus invitados, entre otros, Galileo Galilei y Francesco Redi, que murió allí el 1 de marzo de 1697. Luego se trasladó a Lorena, tomó el nombre de "Real", cuando se convirtió en la residencia de los Saboya, de la que luego pasó al Estado italiano.
Desde 1989, alberga el Museo Nacional, donde se encuentran muchos ejemplos de familias que vivían aquí, que consta de pinturas, retratos, muebles, tapices, armaduras entre otros.